# José Falcón
José Falcón è un centro abitato del Paraguay, situato nel Dipartimento Presidente Hayes; la località forma uno degli 8 distretti del dipartimento. È un importante valico frontaliero con l'Argentina.

## Geografia
José Falcón è situata sulla sponda sinistra del Pilcomayo, che qui segna il confine tra il Paraguay e l'Argentina, a pochi chilometri a monte dalla confluenza di questo fiume nel Paraguay. Sulla riva opposta sorge la città argentina di Clorinda.

## Popolazione
Al censimento del 2002 José Falcón contava una popolazione urbana di 568 abitanti (3.189 nell'intero distretto).

## Economia
La località, che è stata elevata al rango di distretto nel 1997, è , grazie alla presenza della dogana paraguaiana, un attivo centro di traffico commerciale e turistico con l'Argentina.

## Infrastrutture trasporti
José Falcón è unita a Clorinda e all'Argentina dal ponte Internazionale Sant'Ignazio di Loyola.